# Heinrich von Herford
Heinrich von Herford; auch Heinrich von Hervord, Henricus de Hervordia; (* um 1300 in Herford; † 9. Oktober 1370 im Dominikanerkloster St. Pauli in Minden), gelehrter Dominikaner, Chronist, Historiker und Theologe.

## Leben
Über das Leben Heinrichs von Herford liegen nur wenige Fakten vor. Um 1300 in Herford geboren, besuchte er wahrscheinlich die Lateinschule der dortigen Reichsabtei (heute Friedrichs-Gymnasium Herford) und hielt sich 1326 in Lemgo auf. Um 1328 war er im Dominikanerkloster von Soest und seitdem oder erst in Minden gehörte er wohl dem Dominikanerorden an, an deren Generalkapitel er 1340 in Mailand teilgenommen hatte. Er starb am 9. Oktober 1370 in dem Dominikanerkloster St. Pauli in Minden, wo er höchstwahrscheinlich den Großteil seines Lebens verbracht hatte. Die Schriften Heinrichs müssen ihm schon kurz nach seinem Tod eine relative Berühmtheit eingebracht haben, da Kaiser Karl IV. sieben Jahre nach Heinrichs Tod eine Umbettung in eine ehrenvollere Grabstätte veranlasste und eine große Leichenfeier ausrichtete, zu der eine ganze Reihe Personen von weltlicher sowie geistlicher Bedeutung anwesend waren.

## Werke
- Liber de rebus memorabilioribus
- Catena aurea in decem partes distincta
- De Conceptione Virginis gloriosae